# کوکوی راه‌راه
کوکوی راه‌راه (نام علمی: Tapera naevia) پرنده‌ای نزدیک به گنجشک‌سانان است که تنها عضو سرده Tapera است. این کوکو بومی مکزیک و ترینیداد در جنوب تا بولیوی و آرژانتین  یافت می‌شود.